# Salt Lake City Stars
I Salt Lake City Stars sono una squadra di pallacanestro di Salt Lake City, che militano nella NBA Development League, il campionato professionistico di sviluppo della NBA. Gli Utah Jazz detengono la proprietà della squadra.

## Storia della franchigia
Gli Stampede furono un membro fondatore della Continental Basketball Association nel 2001 e furono vice-campioni nel 2004, perdendo contro i Dakota Wizards. Dopo la stagione 2005-06, gli Stampede entrarono a far parte della NBA Development League.
Nella stagione 2006-07, dopo una buonissima stagione regolare, e aver raggiunto il primo posto nella Western Division, a fine della stagione, gli Stampede furono battuti ai playoff in finale di division dai Colorado 14ers.
Il 25 aprile, 2008, gli Stampede diventarono campioni della D-League per la prima volta, vincendo in tre gare le finali contro gli Austin Toros.
Il 24 marzo 2015 gli Utah Jazz annunciano l'acquisizione degli Idaho Stampede, diventando così l'ottava franchigia a detenere la proprietà di una squadra D-League, e il 4 aprile 2016 viene annunciato il trasferimento a Salt Lake City e l'assunzione della denominazione attuale.

## Squadre NBA affiliate
Sono affiliati esclusivamente agli Utah Jazz.

## Palmarès
- Campione NBA D-League: 1

2008

## Record stagione per stagione
| Stagione             | Lega            | Division        | Piazzamento     | Vittorie        | Sconfitte       | %               | Play-off                                                                    |                 |
| -------------------- | --------------- | --------------- | --------------- | --------------- | --------------- | --------------- | --------------------------------------------------------------------------- | --------------- |
| Idaho Stampede       |                 |                 |                 |                 |                 |                 |                                                                             |                 |
| 1997-98              | CBA             | National        | 4°              | 25              | 31              | 44,6            | perdono 1º turno (Fort Wayne) 3-2                                           |                 |
| 1998-99              | CBA             | National        | 4°              | 25              | 31              | 44,6            | perdono 1º turno (Sioux Falls) 3-2                                          |                 |
| 1999-2000            | CBA             | National        | 5°              | 19              | 37              | 33,9            |                                                                             |                 |
| 2000-01^             | CBA             | National        | 1°              | 17              | 7               | 70,8            |                                                                             |                 |
| 2001-02              | Non partecipano | Non partecipano | Non partecipano | Non partecipano | Non partecipano | Non partecipano | Non partecipano                                                             | Non partecipano |
| 2002-03              | CBA             | National        | 3°              | 17              | 31              | 35,4            |                                                                             |                 |
| 2003-04              | CBA             |                 | 2°              | 34              | 14              | 70,8            | vincono semifinali (Gary) 3-1 perdono Finale CBA (Dakota) 132-129           |                 |
| 2004-05              | CBA             | Western         | 3°              | 23              | 25              | 47,9            |                                                                             |                 |
| 2005-06              | CBA             | Western         | 3°              | 25              | 23              | 52,1            | perdono torneo Round-Robin (1-2)                                            |                 |
| 2006-07              | D-League        | Western         | 1°              | 33              | 17              | 66,0            | perdono semifinali (Colorado) 94-91 (OT)                                    |                 |
| 2007-08              | D-League        | Western         | 1°              | 36              | 14              | 72,0            | vincono semifinali (Los Angeles) 97-90 vincono D-League Finals (Austin) 2-1 |                 |
| 2008-09              | D-League        | Western         | 2°              | 31              | 19              | 62,0            | perdono 1º turno (Austin) 119-116 (OT)                                      |                 |
| 2009-10              | D-League        | Western         | 6°              | 25              | 25              | 50,0            |                                                                             |                 |
| 2010-11              | D-League        | Western         | 7°              | 24              | 26              | 48,0            |                                                                             |                 |
| 2011-12              | D-League        | Western         | 8°              | 21              | 29              | 42,0            |                                                                             |                 |
| 2012-13              | D-League        | West            | 4°              | 19              | 31              | 38,0            |                                                                             |                 |
| 2013-14              | D-League        | West            | 5°              | 24              | 26              | 48,0            |                                                                             |                 |
| 2014-15              | D-League        | Western         | 5°              | 9               | 41              | 18,0            |                                                                             |                 |
| 2015-16              | D-League        | Pacific         | 4°              | 20              | 30              | 40,0            |                                                                             |                 |
| Salt Lake City Stars |                 |                 |                 |                 |                 |                 |                                                                             |                 |
| 2016-17              | D-League        | Pacific         | 5°              | 14              | 36              | 28,0            |                                                                             |                 |
| 2017-18              | D-League        | Southwest       | 4°              | 16              | 34              | 32,0            |                                                                             |                 |
| 2018-19              | D-League        | Southwest       | 2°              | 27              | 23              | 54,0            | perdono 1º turno (Oklahoma City) 113-118                                    |                 |
| 2019-20              | D-League        | Southwest       | 1°              | 30              | 12              | 71,2            |                                                                             |                 |
| 2020-21              | D-League        | -               | 17°             | 4               | 11              | 26,7            |                                                                             |                 |
| Regular season       | Regular season  | Regular season  | Regular season  | 532             | 573             | 48,1            |                                                                             |                 |
| Play-off             | Play-off        | Play-off        | Play-off        | 10              | 13              | 43,5            |                                                                             |                 |

## Cestisti
- Dakarai Allen